# Stanisław Głowacki (polityk)
Stanisław Zygmunt Głowacki (ur. 11 lutego 1956 w Chlewiskach) – polski działacz związkowy i polityk, poseł na Sejm III kadencji.

## Życiorys
Ukończył w 1974 Zasadniczą Szkołę Zawodową przy Technicznych Zakładach Naukowych w Skarżysku-Kamiennej. Od 1980 działacz „Solidarności”, od 1989 do 2006 był członkiem zarządu Regionu Świętokrzyskiego związku. Przewodniczący struktur NSZZ „S” w Zakładach Metalowych „Mesko” oraz przewodniczący Rady Krajowej Sekcji Przemysłu Zbrojeniowego. W 1995 wszedł w skład Komisji Krajowej NSZZ „Solidarność”.
Sprawował mandat posła III kadencji, wybranego z listy Akcji Wyborczej Solidarność w okręgu kieleckim. Należał do Ruchu Społecznego AWS. W 2001 bez powodzenia ubiegał się o reelekcję. W latach 1998–2006 był radnym powiatu skarżyskiego, w 2006 nie został ponownie wybrany.

## Odznaczenia
Otrzymał Krzyż Oficerski Orderu Odrodzenia Polski (2017) oraz Srebrny Krzyż Zasługi (2004). W 2021 został odznaczony Medalem Stulecia Odzyskanej Niepodległości.